# Hieracium contracticeps
Hieracium contracticeps es una especie de planta con flor del género Hieracium, de la familia Asteraceae, orden Asterales.

## Distribución
Hieracium contracticeps se distribuye por Suecia.

## Taxonomía
Fue descrita científicamente por Dahlst. Fue publicada en Dalarn. Hierac. Silvat.: 21 (1923).